# گیورگه ایوانف
گیورگه ایوانف (مقدونی: Ѓорге Иванов؛ زاده ۲ مهٔ ۱۹۶۰) یک سیاست‌مدار اهل جمهوری مقدونیه است. وی بین سالهای ۲۰۰۹ تا ۲۰۱۹ به مدت ده سال رئیس‌جمهور مقدونیه بوده‌است.